# Ciência e tecnologia da Dinastia Song

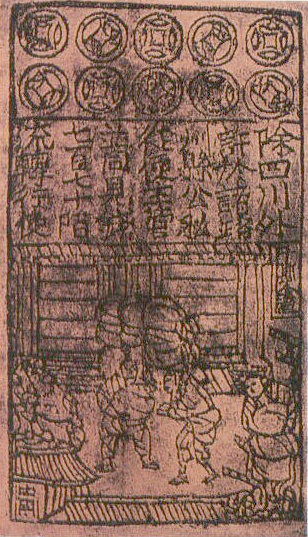
Jiaozi, a primeira moeda impressa em papel do mundo, uma inovação da Song.

A Dinastia Song (chinês: 宋朝; 960–1279 d.C.) foi marcada por significativos avanços científicos e tecnológicos na história chinesa. Algumas dessas inovações foram criações de estadistas e erudito-oficiais talentosos, selecionados pelo governo por meio de exames imperiais. Shen Kuo (1031–1095), autor dos Ensaios do Estanque dos Sonhos, é um exemplo notável, sendo um inventor [en] e figura pioneira que introduziu avanços em astronomia chinesa e matemática, estabelecendo o conceito de norte verdadeiro nos primeiros experimentos conhecidos com a bússola magnética. No entanto, artesãos comuns, como Bi Sheng (972–1051), inventor da impressão com tipos móveis [en] (em uma forma que precedeu a imprensa de Johannes Gutenberg), também desempenharam papéis cruciais nas inovações tecnológicas.
A engenhosidade da engenharia mecânica avançada tinha uma longa tradição na China. O engenheiro Song Su Song, que construiu uma torre de relógio astronômico movida a hidráulica, reconheceu que ele e seus contemporâneos se baseavam nas conquistas de antecessores como Zhang Heng (78–139), um astrônomo, inventor e mestre em engrenagens mecânicas, cujo esfera armilar era girada automaticamente por uma roda d'água e um temporizador de clepsidra. A aplicação da impressão com tipos móveis avançou o já difundido uso da impressão xilográfica para educar e entreter estudantes confucionistas e o público em geral. A aplicação de novas armas com o uso de pólvora permitiu que os Song repelissem seus inimigos militares — as dinastias Liao, Xia Ocidental e Jin — com armas como canhões, até sua queda para as forças mongóis de Kublai Khan no final do século XIII.
Avanços notáveis em engenharia civil, navegacao [en] e siderurgia foram realizados na China Song, assim como a introdução do moinho de vento na China durante o século XIII. Esses avanços, juntamente com a introdução da moeda impressa em papel, ajudaram a revolucionar e sustentar a economia da dinastia Song [en]. Antiquários da era Song, como Ouyang Xiu (1007–1072) e Shen Kuo, incursionaram no nascente campo da arqueologia [en] e da epigrafia, examinando antigos objetos ritualísticos de bronze e inscrições para compreender o passado. Progressos também foram feitos no campo da ciência forense, particularmente por Song Ci [en] (1186–1249), autor de Coletânea de Casos de Injustiça Retificados [en], que abordava temas como autópsias em casos de assassinato e primeiros socorros para vítimas.

## Polímatas e engenharia mecânica

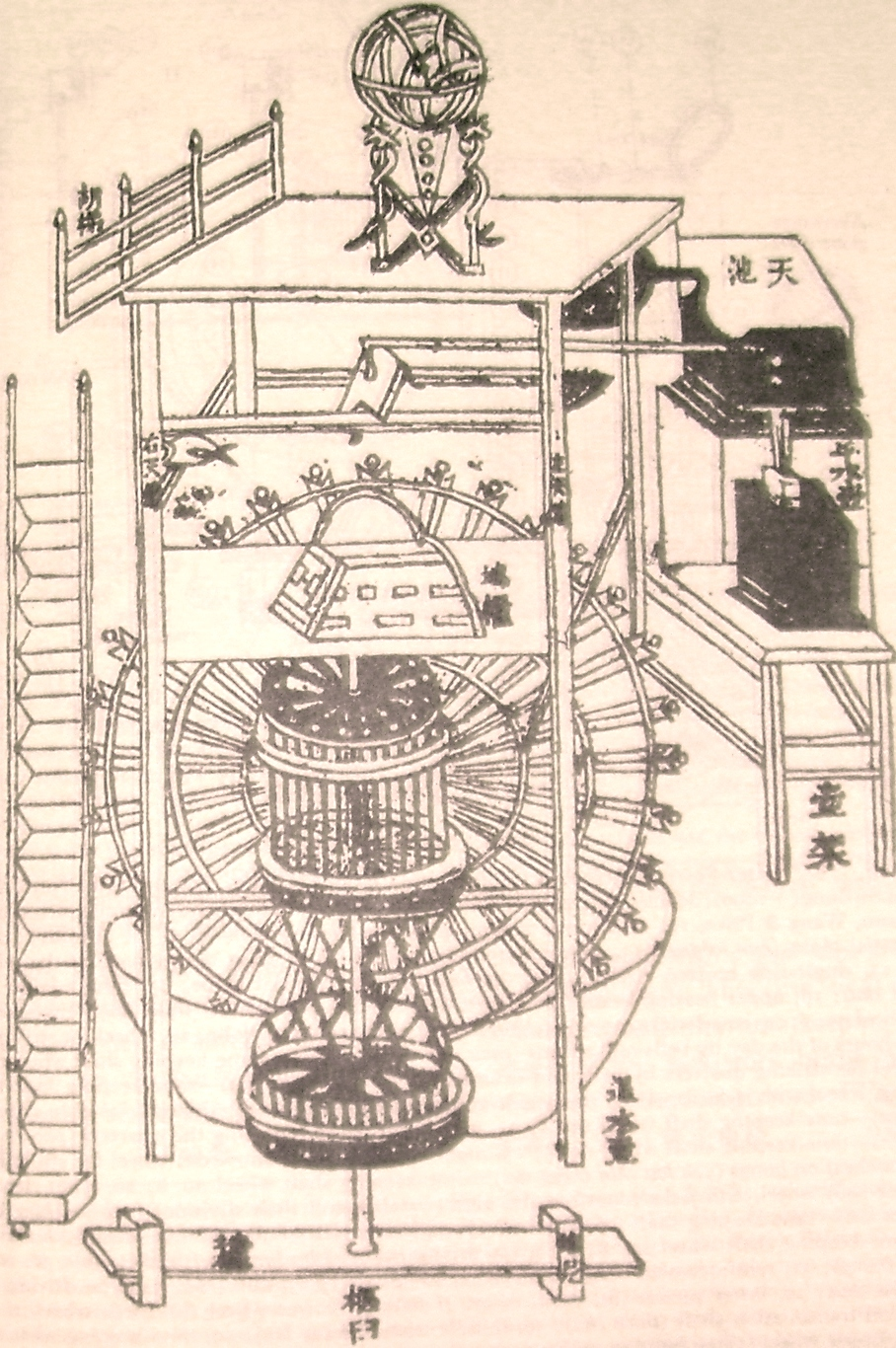
O diagrama original do livro de Su Song em 1092, mostrando o funcionamento interno de sua torre de relógio, com o tanque de clepsidra, uma roda d'água com conchas, o escapamento, uma corrente de transmissão, a esfera armilar coroando o topo e a roda giratória com bonecos de relógio que anunciavam as horas com sinos, gongos e tambores.

### Polímatas
Polímatas — pessoas com conhecimento abrangente em uma vasta gama de tópicos — como Shen Kuo (1031–1095) e Su Song (1020–1101) personificaram o espírito da ciência e tecnologia empíricas iniciais na era Song. Shen é famoso por descobrir o conceito de norte verdadeiro e a declinação magnética em direção ao Polo Norte ao calcular uma medição mais precisa do meridiano astronômico e fixar a posição calculada da estrela polar, que havia se deslocado ao longo dos séculos. Isso permitiu que os navegantes navegassem os mares com maior precisão usando a agulha magnética da bússola, também descrita pela primeira vez por Shen. Shen também ficou conhecido por sua descrição escrita de Bi Sheng, o inventor da impressão com tipos móveis. Ele também se interessou por geologia, formulando uma teoria de geomorfologia e mudança climática ao longo do tempo após observar fenômenos naturais incomuns. Utilizando o conhecimento contemporâneo de eclipses solares e lunares, ele teorizou que o sol e a lua eram esféricos, não planos, expandindo o raciocínio de teóricos astronômicos chineses anteriores. Junto com seu colega Wei Pu [en] no Bureau de Astronomia, Shen usou hipóteses cosmológicas ao descrever as variações do movimento planetário, incluindo a retrógrada. Um de seus maiores feitos, auxiliado por Wei Pu, foi corrigir o erro lunar ao registrar e traçar diligentemente o caminho orbital da lua três vezes por noite durante cinco anos. Infelizmente, Shen enfrentou muitos rivais políticos na corte, determinados a sabotar seu trabalho. A corte aceitou totalmente suas correções para os erros lunar e solar, mas adotou apenas parcialmente o traçado corrigido de Shen e Wei dos caminhos orbitais planetários e suas velocidades.
Su Song, um dos rivais políticos de Shen na corte, escreveu um famoso tratado farmacêutico em 1070, conhecido como Bencao Tujing, que incluía temas relacionados à botânica, zoologia, metalurgia e mineralogia. Esse tratado incluía várias aplicações medicinais, como o uso de efedrina como medicamento farmacêutico. Ele também foi autor de um grande atlas celeste com cinco diferentes mapas estelares, e seu extenso trabalho escrito e ilustrativo em cartografia ajudou a resolver uma disputa de fronteira acirrada entre a dinastia Song e seu vizinho Khitan [en] da Dinastia Liao. No entanto, Su era mais conhecido por sua torre de relógio astronômico movida a hidráulica, coroada com uma esfera armilar acionada mecanicamente, erguida na capital Kaifeng em 1088. A torre de relógio de Su empregava o mecanismo de escapamento dois séculos antes de ser aplicado nos relógios da Europa. A torre de relógio de Su também apresentava a mais antiga corrente de transmissão contínua conhecida no mundo, conforme descrito em seu tratado horológico de 1092.

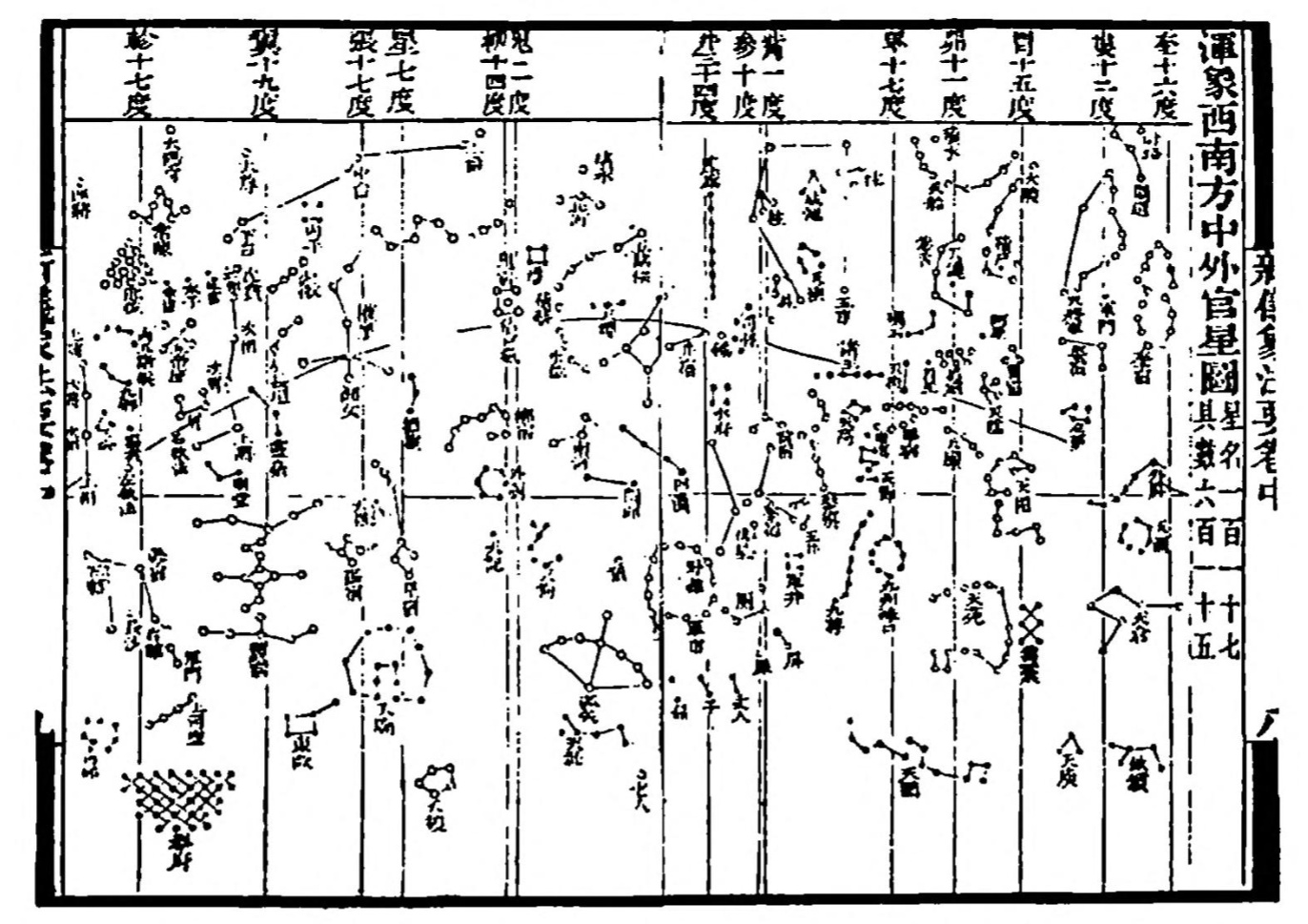
Um dos cinco mapas estelares publicados no livro horológico e astronômico de Su Song em 1092 d.C., apresentando a posição corrigida da estrela polar por Shen Kuo usando a projeção cilíndrica equirretangular.

Homens intelectuais como o versátil Shen Kuo se dedicavam a assuntos tão diversos quanto matemática, geografia, geologia, economia, engenharia, medicina, crítica de arte, arqueologia, estratégia militar e diplomacia, entre outros. Em uma missão na corte para inspecionar uma região de fronteira, Shen Kuo criou um mapa em relevo de madeira e serragem embebida em cola para mostrar montanhas, estradas, rios e passagens a outros oficiais. Ele também calculou o número total de situações possíveis em um tabuleiro de jogo e, em outra ocasião, a campanha militar mais longa possível, considerando os limites de carregadores humanos que levariam sua própria comida e alimentos para outros soldados. Shen Kuo também é conhecido por melhorar os projetos do relógio de clepsidra de entrada para uma interpolação de ordem superior mais eficiente, da esfera armilar, do gnômon e do tubo de observação astronômica, aumentando sua largura para uma melhor observação da estrela polar e outros corpos celestes. Shen Kuo também experimentou a câmara escura, apenas algumas décadas após o primeiro a fazê-lo, Ibn al-Haytham (965–1039).

### Odômetro e carruagem apontadora para o sul
Havia muitas outras figuras importantes na era Song além de Shen Kuo e Su Song, muitas das quais contribuíram significativamente para as inovações tecnológicas do período. Embora o dispositivo de marcação de milhas movido mecanicamente da carruagem com odômetro fosse conhecido na China desde a antiga Dinastia Han, o Song Shi (compilado em 1345) oferece uma descrição muito mais detalhada e profunda do dispositivo do que fontes chinesas anteriores. O Song Shi afirma:
O odômetro. [A carruagem de medição de milhas] é pintada de vermelho, com imagens de flores e pássaros nas quatro laterais, e construída em dois andares, adornada com entalhes. Ao completar cada li, a figura de madeira no andar inferior bate um tambor; ao completar cada dez li, a figura de madeira no andar superior toca um sino. A vara da carruagem termina em uma cabeça de fênix, e a carruagem é puxada por quatro cavalos. A escolta era anteriormente de 18 homens, mas no 4º ano do período de reinado Yongxi (987), o imperador Taizong aumentou para 30. No 5º ano do período de reinado Tian-Sheng (1027), o Camareiro-Chefe Lu Daolong apresentou especificações para a construção de odômetros como segue: [...]
Segue-se uma longa dissertação feita pelo Camareiro-Chefe Lu Daolong sobre as medições de alcance e tamanhos de rodas e engrenagens. No entanto, o parágrafo final descreve como o dispositivo funciona:
Quando a roda horizontal do meio completa uma revolução, a carruagem terá percorrido 1 li, e a figura de madeira no andar inferior baterá o tambor. Quando a roda horizontal superior completa uma revolução, a carruagem terá percorrido 10 li, e a figura no andar superior tocará o sino. O número de rodas usadas, grandes e pequenas, é de 8 inches (200 mm) no total, com 285 dentes. Assim, o movimento é transmitido como se fosse pelos elos de uma corrente, os "dentes de cão" engatando-se mutuamente, de modo que, por uma revolução adequada, tudo retorna ao seu ponto de partida original.
No período Song (e uma vez durante o período Tang anterior), o dispositivo de odômetro foi combinado com o dispositivo da carruagem apontadora para o sul, que provavelmente foi inventado pelo antigo engenheiro mecânico chinês Ma Jun (200–265). A carruagem apontadora para o sul era um veículo com rodas que, em alguns casos, poderia incorporar engrenagens diferenciais complexas. (Essas engrenagens são usadas atualmente em quase todos os automóveis modernos para aplicar quantidades iguais de torque às rodas que giram em velocidades diferentes ao fazer curvas.) As engrenagens diferenciais poderiam ter sido usadas para manter um ponteiro operado mecanicamente apontando em uma direção fixa, para o sul, compensando quaisquer curvas que a carruagem fizesse. Outros arranjos de engrenagens também poderiam ter sido usados para o mesmo propósito. O dispositivo utilizava navegação por estima, em vez do magnetismo de uma bússola, para navegar e encontrar os rumos direcionais. Yan Su (燕肃; c. 961–1040), Diretor Divisional no Ministério de Obras, recriou um dispositivo de carruagem apontadora para o sul em 1027, e suas especificações para criar o dispositivo foram fornecidas no Song Shi. Isso não é surpreendente, pois Yan era um polímata como Shen Kuo e Su Song, aprimorando o design do relógio de clepsidra, escrevendo sobre harmônicos matemáticos, teoria sobre marés, etc. O texto do Song Shi registra que foi o engenheiro Wu Deren quem combinou a carruagem apontadora para o sul e o odômetro no ano de 1107:
No primeiro ano do período de reinado Da-Guan (1107), o Camareiro Wu Deren apresentou especificações da carruagem apontadora para o sul e da carruagem com tambor de registro de li (odômetro). Os dois veículos foram fabricados e usados pela primeira vez naquele ano na grande cerimônia do sacrifício ancestral.
O texto prossegue descrevendo em detalhes o intrincado design mecânico para os dois dispositivos combinados em um. (Veja o artigo sobre a carruagem apontadora para o sul).

### Repositórios giratórios

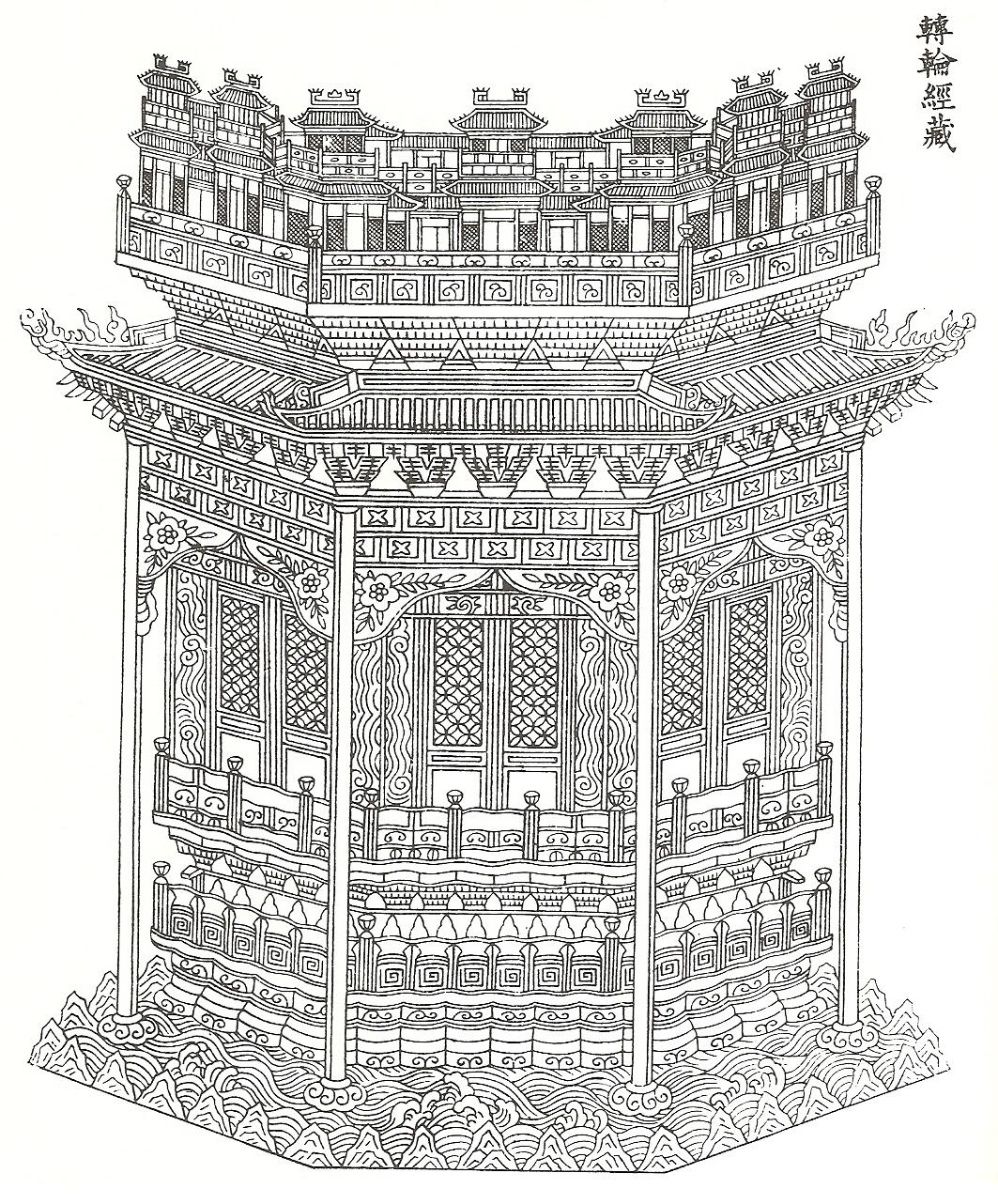
Armário giratório em Yingzao Fashi.

Além de relógios, esferas armilares movidas a hidráulica, odômetros e veículos com bússola mecânica, havia outros dispositivos impressionantes de engenharia mecânica encontrados durante a dinastia Song. Embora referências literárias a repositórios giratórios mecânicos e estantes de livros em templos budistas remontem pelo menos a 823 durante a Dinastia Tang, eles ganharam destaque durante a dinastia Song. A invenção do armário giratório é considerada anterior, sendo atribuída ao leigo Fu Xi em 544. Os armários giratórios foram popularizados em mosteiros budistas durante a Dinastia Song sob o reinado do Imperador Taizu, que ordenou a impressão em massa das escrituras budistas Tripiṭaka. Além disso, o armário giratório mais antigo ainda existente data do período Song (século XII), encontrado no Mosteiro Longxing [en] de Zhengding [en], província de Hebei. No entanto, havia nove repositórios giratórios amplamente conhecidos durante o período Song, e um deles foi até apresentado em uma ilustração do livro de Li Jie, Yingzao Fashi ('Tratado sobre Métodos Arquitetônicos') de 1103. O repositório giratório de 1119 no Templo Kaifu, perto de Changsha, tinha cinco rodas que giravam juntas, e o repositório giratório no Templo Nanchan de Suzhou apresentava algum tipo de sistema de freio (sinólogos ainda não têm certeza de como isso funcionava, já que as primeiras faixas de freio curvas conhecidas aparecem na época de Leonardo da Vinci na Europa). Um viajante muçulmano posterior, Shah Rukh (filho do senhor da guerra turco-mongol [en] Timur), visitou a China da Dinastia Ming em 1420 durante o reinado do Imperador Yongle, e descreveu um repositório giratório em Ganzhou, província de Gansu, que ele chamou de 'quiosque':
Em outro templo, há um quiosque octogonal, com quinze andares de cima a baixo. Cada andar contém apartamentos decorados com laca no estilo Catai, com ante-salas e varandas... É inteiramente feito de madeira polida, e esta, por sua vez, dourada tão admiravelmente que parece ser de ouro maciço. Há uma abóbada abaixo dele. Um eixo de ferro fixado no centro do quiosque o atravessa de baixo para cima, e a extremidade inferior trabalha em uma placa de ferro, enquanto a extremidade superior se apoia em suportes fortes no telhado do edifício que contém este pavilhão. Assim, uma pessoa na abóbada pode, com um esforço mínimo, fazer este grande quiosque girar. Todos os carpinteiros, ferreiros e pintores do mundo aprenderiam algo em seus ofícios ao virem aqui!

### Máquinas têxteis

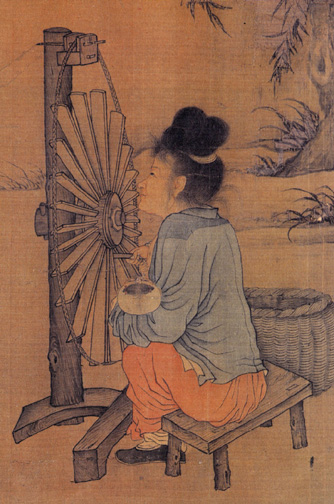
Detalhe de A Roda de Fiar, por Wang Juzheng, era Song do Norte (960–1127).

No campo da fabricação de têxteis, Joseph Needham (1900–1995) escreveu que os chineses inventaram a roda de quilling no século XII, e que a correia de transmissão mecânica era conhecida desde o século XI. O livro Can Shu (Livro de Sericultura) de Qin Guan, de 1090, descreveu uma máquina de enrolamento de seda com um "proto-volante" oscilante, em que o carretel principal, onde a seda é enrolada, era acionado por movimento de pedal. Nesse dispositivo, o braço de rampa do volante era ativado simultaneamente por uma correia de transmissão secundária. Essa máquina foi retratada em uma ilustração do livro Geng Zhi Tu de 1237, e novamente em uma ilustração mais elaborada em um livro do século XVII. O livro de Qin Guan de 1090 afirmava:
A polia (com a lingueta excêntrica) possui uma ranhura para receber a correia de transmissão, uma faixa contínua que responde ao movimento da máquina girando continuamente a polia.
Uma corda ou cabo contínuo pode ter sido usado no dispositivo de Du Shi [en] de rodas d'água que acionavam foles de um alto-forno no século I.

## Impressão com tipos móveis
A tecnologia de impressão na forma de tipos móveis foi inventada por Bi Sheng (毕升; 990–1051) no século XI. O trabalho de Bi Sheng foi descrito por Shen Kuo em seus Ensaios do Estanque dos Sonhos (Mengxi Bitan). Os tipos móveis, ao lado da impressão xilográfica, aumentaram a alfabetização com a produção em massa de materiais impressos. Isso significava que os pais podiam incentivar os filhos a aprender a ler e escrever, possibilitando a participação nos exames imperiais e a integração na crescente burocracia instruída. A impressão com tipos móveis foi posteriormente aprimorada na Coreia da era Joseon, onde os caracteres de argila cozida de Bi Sheng foram substituídos por caracteres de metal em 1234. Os tipos móveis de Bi Sheng foram mais tarde aprimorados por Wang Zhen [en] (1290–1333), que inventou os tipos móveis de madeira por volta de 1298, e por Hua Sui [en] (1439–1513), que inventou os tipos móveis de bronze na China em 1490; no entanto, os coreanos já tinham tipos móveis de metal antes de Hua Sui, e Wang Zhen também experimentou tipos móveis de estanho. Embora os tipos móveis e a impressão xilográfica permanecessem os métodos de impressão dominantes por séculos, a prensa europeia (que utilizava a prensa de parafuso helenística) acabou sendo adotada pelos países do Leste Asiático.

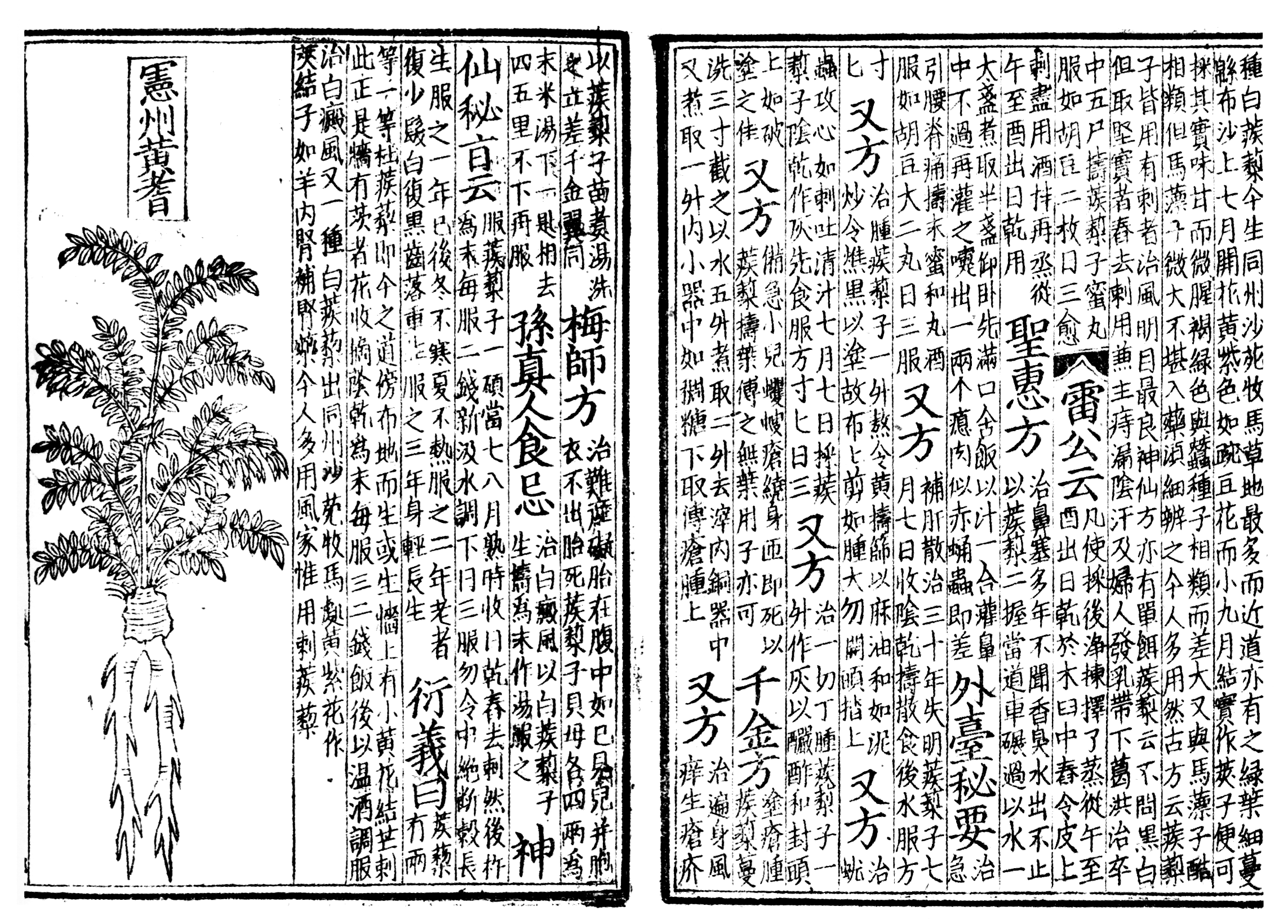
O Bencao sobre medicina tradicional chinesa; impresso com xilogravura em 1249, dinastia Song.

Para a impressão, a produção em massa de papel para escrita já estava bem estabelecida na China. O processo de fabricação de papel foi aperfeiçoado e padronizado pelo eunuco da corte da Dinastia Han, Cai Lun (50–121), em 105, e já era amplamente utilizado para escrita no século III. A dinastia Song foi o primeiro governo do mundo a emitir dinheiro impresso em papel — a nota de banco (ver Jiaozi [en] e Huizi [en]). O papel higiênico era de uso geral na China desde o século VI, sacos de papel para preservar o sabor das folhas de chá no século VII, e durante a dinastia Song, funcionários do governo que prestavam grandes serviços eram recompensados pela corte com presentes de dinheiro impresso em papel embrulhados em envelopes de papel. Durante a dinastia Song, indústrias independentes e patrocinadas pelo governo foram desenvolvidas para atender às necessidades de uma população crescente que alcançava mais de 100 milhões. Por exemplo, apenas para a impressão de dinheiro em papel, a corte Song estabeleceu várias casas da moeda e fábricas administradas pelo governo nas cidades de Huizhou, Chengdu, Hangzhou e Anqi. O tamanho da força de trabalho empregada nessas fábricas de dinheiro em papel era considerável, como registrado em 1175, quando a fábrica em Hangzhou empregava sozinha mais de mil trabalhadores por dia.

## Guerra com pólvora

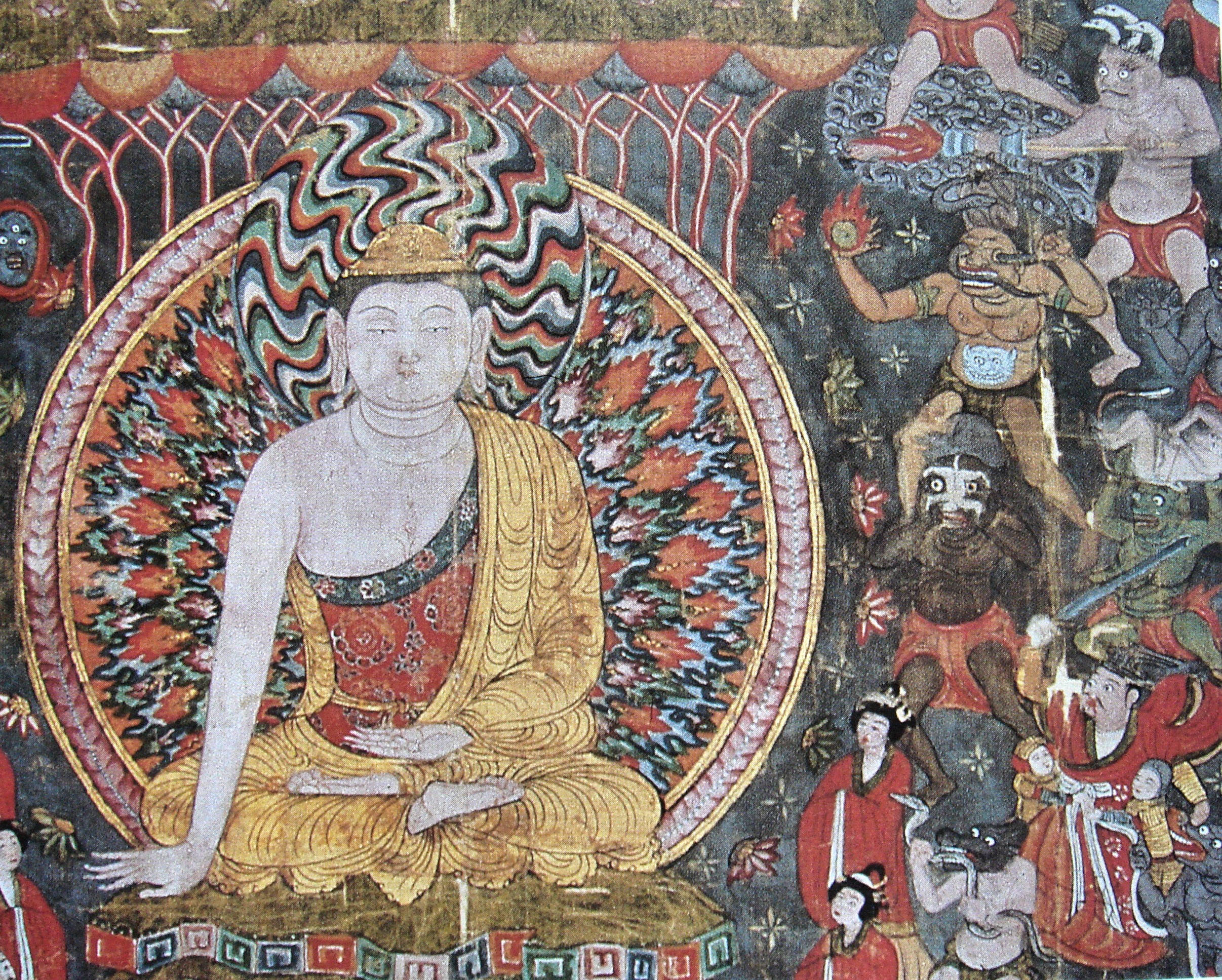
Primeira representação conhecida de uma arma (uma lança de fogo) e uma granada (canto superior direito), em murais de cavernas em Dunhuang, c. 950 d.C.

### Lança-chamas
Os avanços em tecnologia militar auxiliaram a dinastia Song em sua defesa contra vizinhos hostis ao norte. O lança-chamas teve suas origens na Grécia da era Bizantina, utilizando o fogo grego (um fluido de petróleo altamente inflamável e quimicamente complexo) em um dispositivo com uma mangueira de sifão no século VII. A primeira referência ao fogo grego na China foi feita em 917, escrita por Wu Renchen [en] em seus Anais da Primavera e Outono dos Dez Reinos [en]. Em 919, a bomba projetora de sifão foi usada para espalhar o "óleo de fogo feroz" que não podia ser apagado com água, conforme registrado por Lin Yu em seu Wuyue Beishi, sendo esta a primeira referência chinesa confiável ao lança-chamas utilizando a solução química do fogo grego. Lin Yu mencionou também que o "óleo de fogo feroz" era derivado de um dos contatos marítimos da China nos "mares do sul", Arábia (Dashiguo). Na Batalha de Langshan Jiang [en] em 919, a frota naval do Rei Wenmu [en] de Wuyue [en] derrotou um exército de Huainan do estado Wu; o sucesso de Wenmu foi facilitado pelo uso de "óleo de fogo" ('huo you') para queimar a frota inimiga, significando o primeiro uso chinês de pólvora em uma batalha. Os chineses aplicaram o uso de foles de pistão duplo para bombear petróleo de um único cilindro (com movimento de subida e descida), aceso na extremidade por um fósforo de queima lenta de pólvora para disparar um fluxo contínuo de chamas. Esse dispositivo foi descrito e ilustrado no manuscrito militar Wujing Zongyao de 1044. Na supressão do estado Tang do Sul [en] em 976, as forças navais Song enfrentaram-nos no rio Yangtze em 975. As forças do Tang do Sul tentaram usar lança-chamas contra a marinha Song, mas foram acidentalmente consumidas pelo próprio fogo quando ventos violentos sopraram em sua direção.

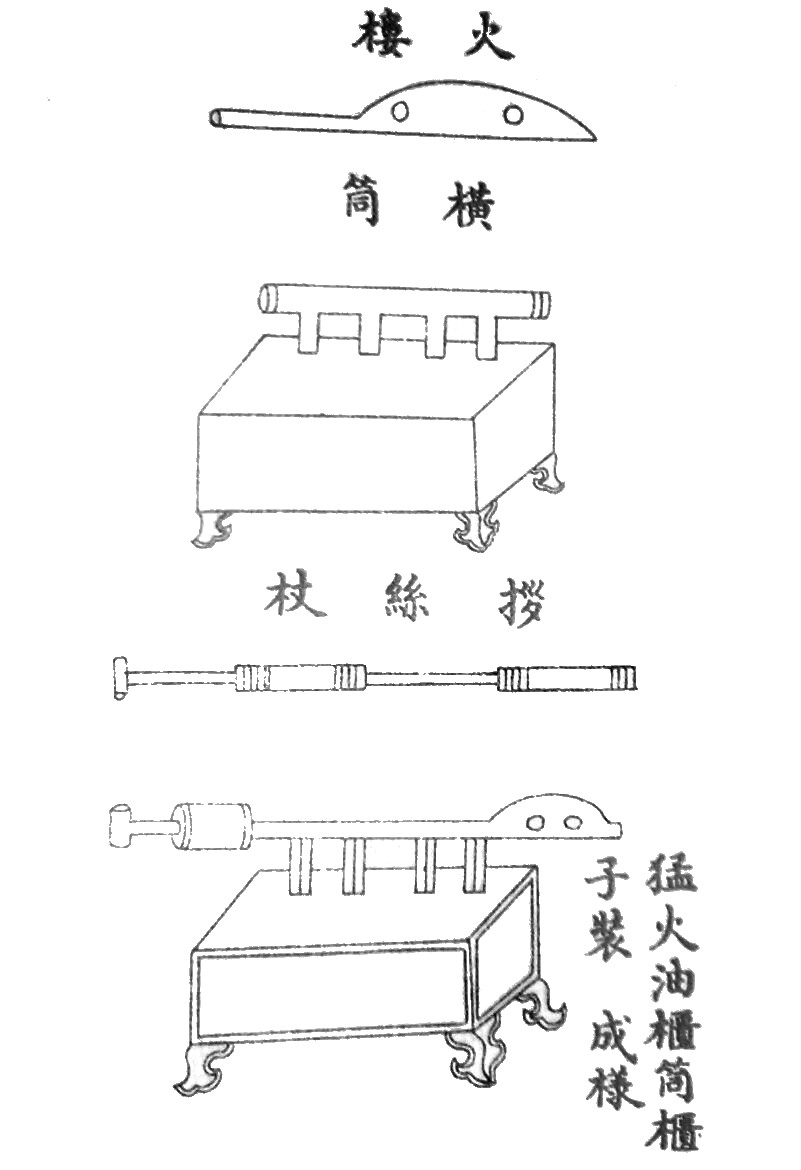
Um lança-chamas chinês do manuscrito Wujing Zongyao de 1044 d.C., dinastia Song

### Lança de fogo
Embora os efeitos destrutivos da pólvora tenham sido descritos na Dinastia Tang anterior por um alquimista taoísta, as fórmulas escritas mais antigas conhecidas para pólvora vêm do texto Wujing Zongyao de 1044, que descrevia bombas explosivas lançadas de catapultas. Os primeiros desenvolvimentos do cano de arma e do canhão de projétil foram encontrados na China Song tardia. A primeira representação artística da lança de fogo chinesa (uma combinação de um lança-chamas temporário e arma) foi de uma pintura mural budista de Dunhuang, datada de cerca de 950. Essas "lanças de fogo" tornaram-se amplamente utilizadas no início do século XII, utilizando tubos de bambu ocos para disparar partículas de areia (para cegar e sufocar), pelotas de chumbo, pedaços de metal afiado e fragmentos de cerâmica, e finalmente flechas grandes propelidas por pólvora e armamento de foguete. Eventualmente, o bambu perecível foi substituído por tubos ocos de ferro fundido, e a terminologia dessa nova arma também mudou, de "lança de fogo" ('huo qiang') para "tubo de fogo" ('huo tong'). Esse ancestral da arma de fogo foi complementado pelo ancestral do canhão, chamado desde o século XIII pelos chineses como o "eruptor de revista de múltiplas balas" ('bai zu lian zhu pao'), um tubo de bronze ou ferro fundido preenchido com cerca de 100 bolas de chumbo. Em 1132, no cerco de De'an, as forças chinesas Song usaram lanças de fogo contra a Jurchén-liderada dinastia Jin.

### Arma de fogo
Uma das primeiras representações conhecidas de uma arma de fogo é uma escultura de uma caverna em Sichuan, datada de 1128, que retrata uma figura carregando um bombarda em forma de vaso, disparando chamas e uma bala de canhão. No entanto, a descoberta arqueológica mais antiga existente de uma arma de mão de cano metálico é a canhão de mão de Heilongjiang [en] da escavação de Heilongjiang, datada de 1288. Os chineses também descobriram o potencial explosivo de encher conchas de balas de canhão ocas com pólvora. Escrito mais tarde por Jiao Yu em seu Huolongjing (meados do século XIV), esse manuscrito registrou um canhão de ferro fundido da era Song anterior conhecido como o "eruptor de trovão voador" ('fei yun pi-li pao'). O manuscrito afirmava que:
As conchas são feitas de ferro fundido, tão grandes quanto uma tigela e moldadas como uma bola. Dentro, elas contêm meia libra de pólvora "mágica". Elas são enviadas voando em direção ao campo inimigo a partir de um eruptor; e quando chegam lá, um som como um trovão é ouvido, e flashes de luz aparecem. Se dez dessas conchas forem disparadas com sucesso no campo inimigo, todo o lugar será incendiado...

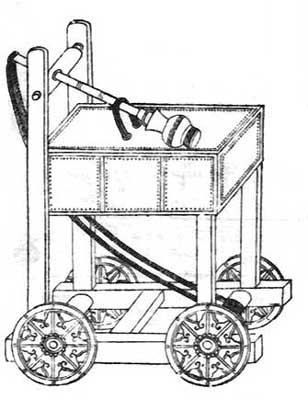
Uma ilustração de uma trabuco catapulta, conforme descrito no Wujing Zongyao de 1044.

Como observado anteriormente, a mudança na terminologia para essas novas armas durante o período Song foi gradual. Os primeiros canhões Song eram inicialmente denominados da mesma forma que a catapulta trabuco chinesa. Um estudioso posterior da Dinastia Ming, conhecido como Mao Yuanyi, explicaria esse uso de terminologia e as verdadeiras origens do canhão em seu texto do Wubei Zhi, escrito em 1628:
O povo Song usava a trabuco de plataforma giratória, a trabuco de poste único e a trabuco tigre agachado. Todas eram chamadas de "trabucos de fogo" porque eram usadas para lançar armas de fogo como a (bola de fogo), (falcão de fogo) e (lança de fogo). Elas foram as ancestrais do canhão.

### Mina terrestre
O Huolongjing do século XIV também foi um dos primeiros textos chineses a descrever cuidadosamente o uso de mina terrestres explosivas, que foram usadas pelos chineses Song tardios contra os mongóis em 1277, e empregadas pela Dinastia Yuan posteriormente. A inovação da mina terrestre detonada foi atribuída a Luo Qianxia na campanha de defesa contra a invasão mongol por Kublai Khan, Textos chineses posteriores revelaram que a mina terrestre chinesa empregava uma corda de rasgamento ou uma armadilha explosiva de movimento com um pino liberando pesos que giravam uma roda de flint de aço, que, por sua vez, criava faíscas que acendiam a cadeia de pavios para as minas terrestres.

### Foguete
Além disso, os Song empregaram os primeiros foguetes propelidos por pólvora conhecidos na guerra durante o final do século XIII, sendo sua forma mais antiga a arcaica flecha de fogo. Quando a capital do Song do Norte, Kaifeng, caiu para os Jurchens em 1126, foi escrito por Xia Shaozeng que 20.000 flechas de fogo foram entregues aos Jurchens em sua conquista. Um texto chinês ainda mais antigo do Wujing Zongyao ("Coletânea das Técnicas Militares Mais Importantes"), escrito em 1044 pelos estudiosos Song Zeng Kongliang e Yang Weide, descreveu o uso de uma balista de mola tripla ou arco triplo que disparava flechas com pacotes de pólvora perto da cabeça da flecha. Retrocedendo ainda mais, o Wu Li Xiao Shi (1630, segunda edição de 1664) de Fang Yizhi afirmava que flechas de fogo foram apresentadas ao Imperador Song Taizu (r. 960–976) em 960.

## Engenharia civil

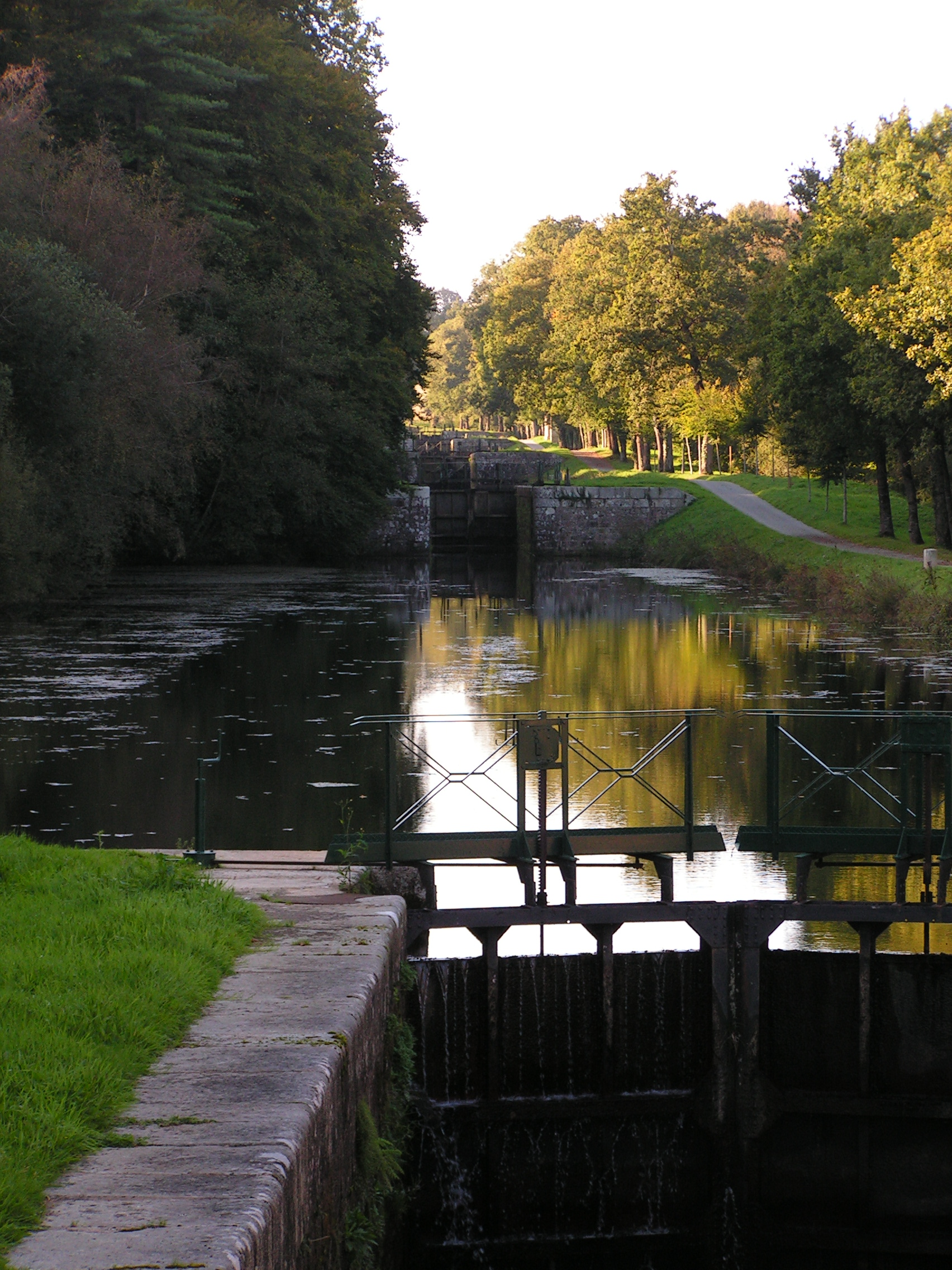
Um sistema de eclusa de canal na França moderna que utiliza o sistema de eclusa de câmara desenvolvido durante a dinastia Song.

Na China antiga, a comporta de esclusa, a eclusa de canal e a eclusa de flash [en] eram conhecidas desde pelo menos o século I a.C. (como fontes da época sugerem que não eram inovações novas), durante a antiga Dinastia Han (202 a.C.–220 d.C.). Durante a dinastia Song, a eclusa de câmara foi inventada pela primeira vez em 984 pelo Comissário Assistente de Transporte para Huainan, o engenheiro Qiao Weiyue. Em sua época, os chineses estavam preocupados com um problema de tráfego de balsas na seção Shanyang Yundao do Grande Canal, pois os navios frequentemente naufragavam ao passar pelas rampas duplas e eram roubados do grão de imposto por bandidos locais. O texto histórico do Song Shi (compilado em 1345) afirmava que em 984:
Qiao Weiyue também construiu cinco rampas duplas (lit. barragens) entre Anbei e Huaishi (ou, os cais na orla do Huai). Cada uma delas tinha dez pistas para as balsas subirem e descerem. Suas cargas de grãos de imposto imperial eram pesadas, e ao passarem por elas frequentemente sofriam danos ou naufragavam, com perda do grão e apropriação indevida por um grupo de trabalhadores em conluio com bandidos locais escondidos nas proximidades. Qiao Weiyue, portanto, ordenou primeiro a construção de duas portas na terceira barragem ao longo do Rio Oeste (perto de Huaiyin). A distância entre as duas portas era um pouco mais de 50 passos (250 ft) e todo o espaço era coberto por um grande telhado como um galpão. As portas eram "portas suspensas"; (quando fechadas) a água se acumulava como uma maré até atingir o nível desejado, e então, quando chegava o momento, ela era liberada para fluir. Ele também construiu uma ponte horizontal para proteger suas fundações. Após isso ser feito (em todas as rampas duplas), a corrupção anterior foi completamente eliminada, e a passagem das embarcações ocorria sem o menor impedimento.

Diagrama de uma eclusa de câmara de canal, inventada no século X e descrita por Shen Kuo.

Essa prática tornou-se difundida, e foi até escrita por Shen Kuo em seus Ensaios do Estanque dos Sonhos (1088). Shen Kuo escreveu que o estabelecimento de portas de eclusa de câmara em Zhenzhou (presumivelmente Kuozhou ao longo do Yangtze) durante o período de reinado Tian Sheng (1023–1031) liberou o uso de quinhentos trabalhadores braçais no canal a cada ano, resultando em uma economia de até 1.250.000 cordões de dinheiro anualmente. Ele escreveu que o método antigo de arrastar barcos pelas rampas limitava o tamanho da carga a 300 tan de arroz por embarcação (aproximadamente 21 toneladas), mas após a introdução das eclusas de câmara, barcos carregando 400 tan (aproximadamente 28 toneladas) podiam ser usados. Shen escreveu que, em sua época (c. 1080), barcos do governo podiam carregar pesos de carga de até 700 tan (49,5 long tons/50.300 kg), enquanto barcos privados podiam suportar até 800 sacos, cada um pesando 2 tan (ou seja, 113 long tons/115.000 kg). Shen Kuo também observou que o uso adequado de portas de esclusa em canais de irrigação era o melhor meio de usar sedimento para fertilizante. No entanto, as necessidades agrícolas e de transporte tinham o potencial de entrar em conflito umas com as outras. Isso é melhor representado no Dongpo Zhilin do oficial do governo e famoso poeta Su Shi (1037–1101), que escreveu cerca de duas décadas antes de Shen Kuo em 1060:
Há alguns anos, o governo construiu portas de esclusa para o método de fertilização por sedimento, embora muitas pessoas discordassem do plano. Apesar de toda a oposição, ele foi levado adiante, mas teve pouco sucesso. Quando as torrentes no Fan Shan eram abundantes, as portas eram mantidas fechadas, e isso causava danos (por inundações) a campos, túmulos e casas. Quando as torrentes diminuíam no final do outono, as esclusas eram abertas, e assim os campos eram irrigados com água carregada de sedimento, mas o depósito não era tão espesso quanto o que os camponeses chamam de "sedimento de bolo cozido no vapor" (então eles não estavam satisfeitos). Finalmente, o governo se cansou disso e parou. A esse respeito, lembro-me de ler o Jiayipan de Bai Juyi (o poeta) em que ele diz que uma vez teve um cargo como Comissário de Tráfego. Como o rio Bian estava ficando tão raso que dificultava a passagem de barcos, ele sugeriu que as portas de esclusa ao longo do rio e do canal fossem fechadas, mas o Governador Militar apontou que o rio era ladeado por campos que forneciam grãos para o exército, e se esses fossem privados de irrigação (água e sedimento) por causa do fechamento das portas de esclusa, isso levaria a escassez no suprimento de grãos do exército. Disso aprendi que, no período da Tang, havia campos do governo e portas de esclusa em ambos os lados do rio, e que a irrigação era realizada (continuamente) mesmo quando a água estava alta. Se isso pôde ser feito (com sucesso) em tempos antigos, por que não pode ser feito agora? Gostaria de investigar mais sobre o assunto com especialistas.
Embora o dique seco fosse conhecido no Egito Ptolemaico desde o final do século III a.C. (por um fenício; não usado novamente até Henrique VII da Inglaterra em 1495), o cientista e estadista Shen Kuo escreveu sobre seu uso na China para reparar barcos durante o século XI. Em seus Ensaios do Estanque dos Sonhos (1088), Shen Kuo escreveu:
No início da dinastia (c. 965), as duas províncias de Zhe (agora Zhejiang e sul de Jiangsu) presentearam (ao trono) dois navios dragão, cada um com mais de (60,00 m/200 pés) de comprimento. A superestrutura incluía vários conveses com cabines palacianas e salões, contendo tronos e divãs prontos para inspeções imperiais. Após muitos anos, seus cascos apodreceram e precisavam de reparos, mas o trabalho era impossível enquanto estivessem flutuando. Então, no período de reinado Xi-Ning (1068 a 1077), um oficial do palácio, Huang Huaixin, sugeriu um plano. Uma grande bacia foi escavada na extremidade norte do Lago Jinming, capaz de conter os navios dragão, e nela foram colocadas vigas transversais pesadas sobre uma fundação de pilares. Então (uma brecha foi feita) para que a bacia se enchesse rapidamente de água, após o que os navios foram rebocados acima das vigas. (A brecha agora sendo fechada) a água foi bombeada por rodas, de modo que os navios descansassem completamente no ar. Quando os reparos estavam completos, a água era deixada entrar novamente, para que os navios flutuassem mais uma vez (e pudessem deixar o dique). Finalmente, as vigas e pilares foram retirados, e toda a bacia foi coberta com um grande telhado para formar um hangar no qual os navios podiam ser protegidos dos elementos e evitar danos causados por exposição excessiva.

## Náutica

### Contexto

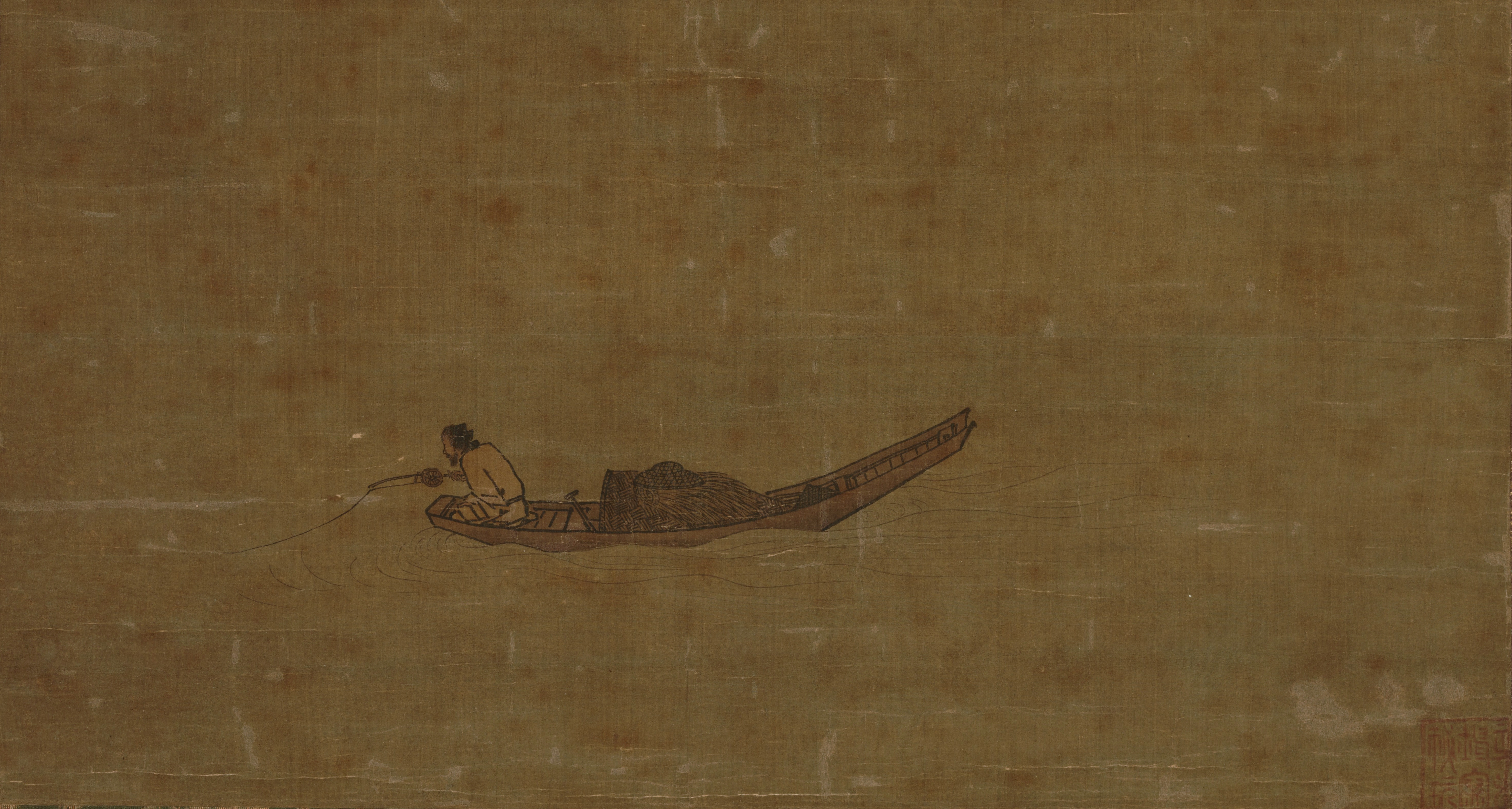
"Pescador em um Lago de Inverno", pintado em 1195 por Ma Yuan, apresentando a mais antiga representação conhecida de um carretel de pesca.

Os chineses da dinastia Song eram marinheiros habilidosos que viajavam a portos tão distantes quanto o Egito Fatímida. Eles estavam bem equipados para suas jornadas no exterior, em grandes embarcações marítimas conduzidas por lemes de popa e guiadas pela bússola direcional. Mesmo antes de Shen Kuo e Zhu Yu descreverem a bússola de agulha magnética para marinheiros, o tratado militar anterior Wujing Zongyao de 1044 já havia descrito uma bússola de termorremanência. Esta era uma simples agulha de ferro ou aço que era aquecida, resfriada e colocada em uma tigela de água, produzindo um efeito de magnetização fraca, embora seu uso fosse descrito apenas para navegação em terra, não no mar.

### Literatura

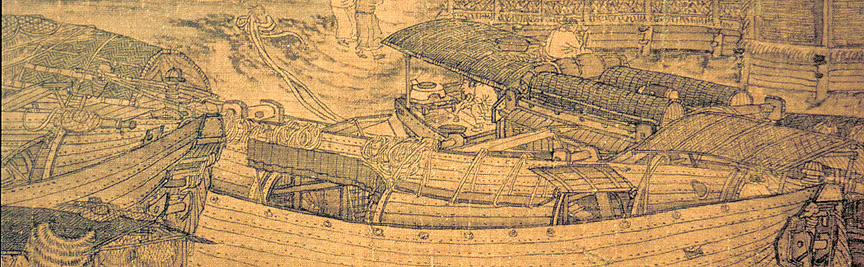
Detalhe de embarcações fluviais atracando em Kaifeng, de en, por en (1085–1145).

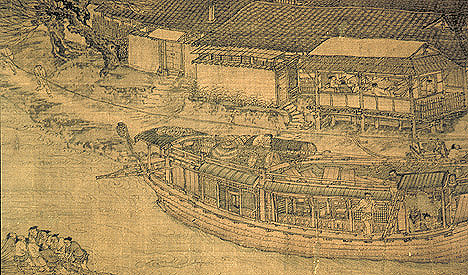
Outra visão aproximada do detalhe de Ao Longo do Rio.

Havia muitas descrições na literatura chinesa da época sobre as operações e aspectos dos portos marítimos, transporte marítimo comercial, comércio exterior e os próprios navios de vela. Em 1117, o autor Zhu Yu escreveu não apenas sobre a bússola magnética para navegação, mas também sobre uma linha de cem pés com um gancho que era lançada sobre o convés do navio, usada para coletar amostras de lama do fundo do mar para que a tripulação pudesse determinar sua localização pelo cheiro e aparência da lama. Além disso, Zhu Yu escreveu sobre compartimentos estanques de antepara nos cascos dos navios para evitar naufrágios em caso de danos, a vela de proa e popa em lug [en], velas de esteira tensas e a prática de navegar contra o vento. Confirmando os escritos de Zhu Yu sobre navios da dinastia Song com compartimentos de casco estanques, em 1973, um navio comercial Song de c. 1277 [en] com 78-foot (24 m) de comprimento e 29-foot (8,8 m) de largura foi dragado das águas perto da costa sul da China, contendo 12 compartimentos de antepara em seu casco. A cultura marítima durante o período Song foi aprimorada por essas novas tecnologias, juntamente com a permissão de maior tráfego fluvial e de canais. Em todos os lugares, havia uma exibição movimentada de navios de transporte de grãos-tributos administrados pelo governo, embarcações de tributo e barcas, navios comerciais privados, uma multidão de pescadores ocupados em pequenos barcos de pesca, além dos ricos desfrutando do conforto de seus iates privados luxuosos.
Além de Zhu Yu, havia outros autores chineses proeminentes com interesses marítimos. Em 1178, o oficial de alfândega de Guangzhou, Zhou Qufei, que escreveu em Lingwai Daida [en] sobre o comércio de escravos árabe de africanos até Madagáscar, afirmou o seguinte sobre os navios marítimos chineses, seus tamanhos, durabilidade no mar e a vida a bordo:

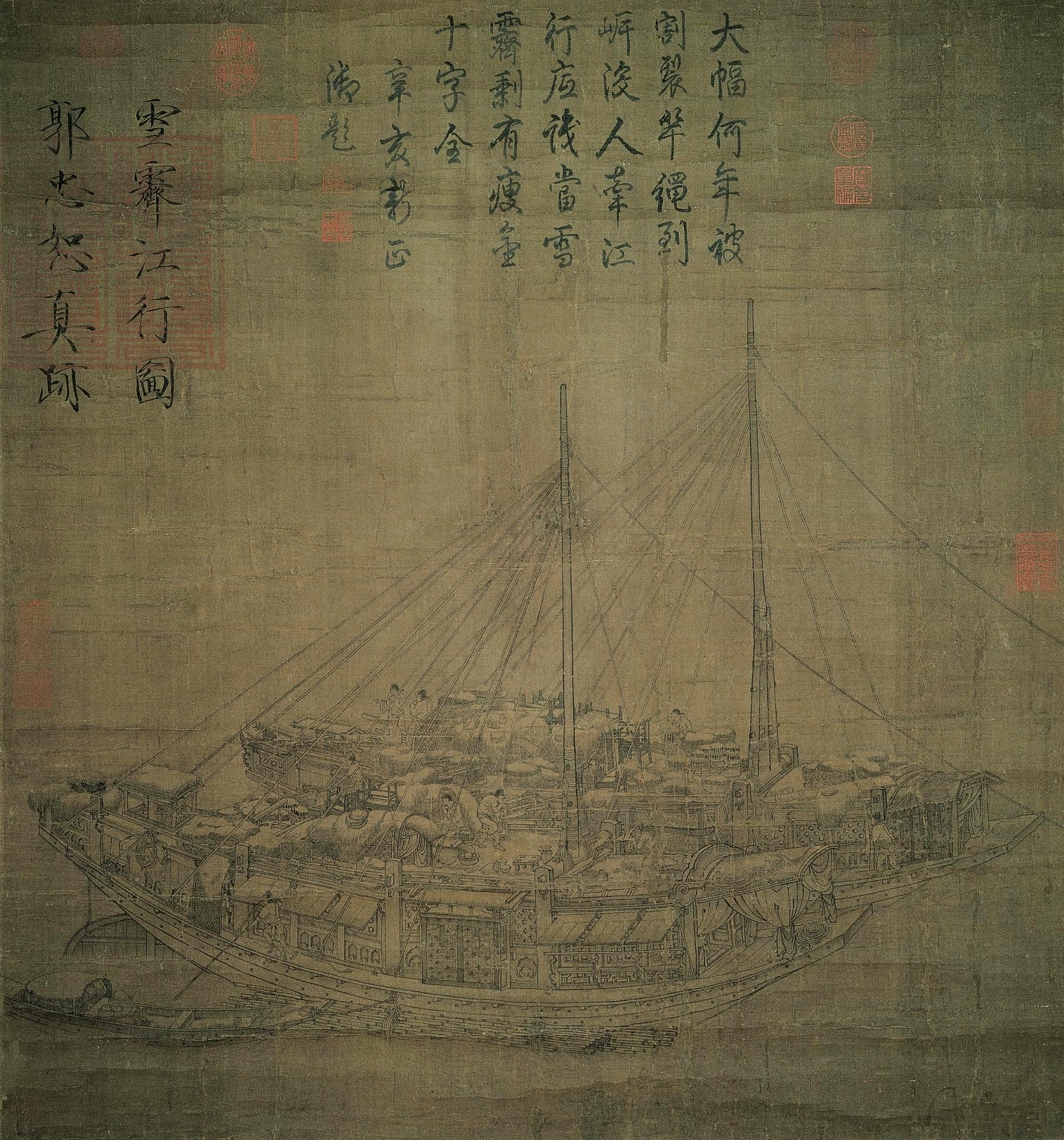
Uma pintura Song em seda de dois navios de carga chineses acompanhados por um barco menor; observe o grande leme montado na popa do navio mostrado em primeiro plano

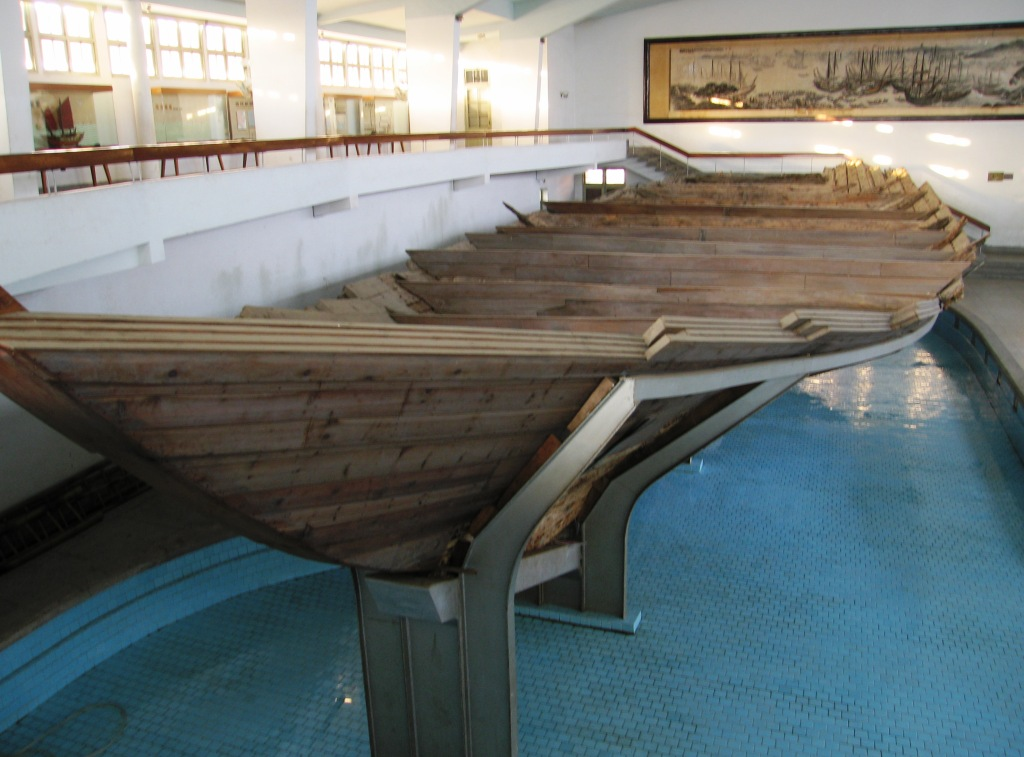

Os navios que navegam pelo mar do sul e ao sul dele são como casas. Quando suas velas são abertas, parecem grandes nuvens no céu. Seus lemes têm várias dezenas de pés de comprimento. Um único navio carrega várias centenas de homens e tem nos estoques suprimento de grãos para um ano. Porcos são alimentados e vinho fermentado a bordo. Não há registro de mortos ou vivos, nem retorno ao continente uma vez que as pessoas embarcam no mar cerúleo. Ao amanhecer, quando o gongo soa a bordo do navio, os animais podem beber à vontade, e a tripulação e os passageiros esquecem todos os perigos. Para aqueles a bordo, tudo está escondido e perdido no espaço, montanhas, marcos e os países dos estrangeiros. O mestre do navio pode dizer 'Para chegar a tal e tal país, com um vento favorável, em tantos dias, devemos avistar tal e tal montanha, (então) o navio deve seguir em tal e tal direção'. Mas, de repente, o vento pode cair, e não ser forte o suficiente para permitir a visão da montanha no dia indicado; nesse caso, os rumos podem ter que ser alterados. E o navio (por outro lado) pode ser levado muito além (do marco) e perder seus rumos. Uma tempestade pode surgir, o navio pode ser soprado de um lado para o outro, pode encontrar bancos de areia ou ser levado a rochas escondidas, então pode ser quebrado até os telhados (de suas casas de convés). Um grande navio com carga pesada não teme o alto-mar, mas em águas rasas pode sofrer problemas.
O viajante marroquino-berbere-muçulmano Ibn Battuta (1304–1377) escreveu com mais detalhes sobre as embarcações de vela chinesas do que Zhou Qufei. Ele observou que, nos mares ao redor da China, apenas os distintos juncos chineses eram usados para navegar nas águas. Ele notou que o maior tipo de navio chinês possuía um total de doze mastros de vela, enquanto os menores tinham três. Sobre os navios chineses e suas tripulações, Ibn Battuta afirmou:
As velas dessas embarcações são feitas de tiras de bambu, tecidas na forma de esteira. Os marinheiros nunca as abaixam (durante a navegação, mas simplesmente) mudam sua direção de acordo com se o vento está soprando de um lado ou do outro. Quando os navios ancoram, as velas são deixadas ao vento. Cada um desses navios é operado por 1.000 homens, 600 marinheiros e 400 fuzileiros, entre os quais há arqueiros e bestas equipados com escudos, e homens que lançam (potes de) nafta. Cada grande embarcação é seguida por três outras, uma 'nisfi', uma 'thoulthi' e uma 'roubi' (nota de rodapé: uma pinassa, um pequeno barco equipado com leme, e um bote a remo). Essas embarcações não são fabricadas em nenhum outro lugar exceto na cidade de Zayton (Quanzhou) na China, ou em Sin-Kilan, que é o mesmo que Sin al-Sin (Guangzhou).
Ibn Battuta prosseguiu descrevendo os meios de construção dessas embarcações e representações precisas de compartimentos de antepara separados nos cascos dos navios:
Este é o modo como são feitos; duas paredes (paralelas) de madeira muito espessa (tábuas) são erguidas, e através do espaço entre elas são colocadas tábuas muito grossas (as anteparas) fixadas longitudinalmente e transversalmente por meio de grandes pregos, cada um com três côvados de comprimento. Quando essas paredes são assim construídas, o convés inferior é instalado, e o navio é lançado antes que as superestruturas estejam concluídas. As peças de madeira, e aquelas partes do casco, próximas à linha d'água servem para a tripulação lavar e realizar suas necessidades naturais. Nos lados dessas peças de madeira também se encontram os remos; eles são tão grandes quanto mastros, e são operados por 10 ou 15 homens (cada), que remam em pé.
Embora Ibn Battuta tenha mencionado o tamanho da tripulação de vela, ele descreveu ainda mais os tamanhos das embarcações, bem como as cabines de comerciantes luxuosas a bordo:
As embarcações têm quatro conveses, nos quais há cabines e salões para comerciantes. Várias dessas 'mysria' contêm armários e outras conveniências; elas têm portas que podem ser trancadas, e chaves para seus ocupantes. (Os comerciantes) levam consigo suas esposas e concubinas. Muitas vezes acontece que um homem pode estar em sua cabine sem que outros a bordo percebam, e eles não o veem até que a embarcação chegue a algum porto. Os marinheiros também têm seus filhos nessas cabines; e (em algumas partes do navio) eles plantam ervas de jardim, vegetais e gengibre em tinas de madeira. O comandante de tal embarcação é um grande emir; quando ele desembarca, os arqueiros e os etíopes (isto é, escravos negros, mas na China esses homens de armas provavelmente seriam malaios) marcham diante dele portando dardos e espadas, com tambores tocando e trombetas soando. Quando ele chega à casa de hóspedes onde ficará, eles montam suas lanças em cada lado do portão e fazem guarda durante toda a sua visita.

### Barco a vapor com rodas de pás

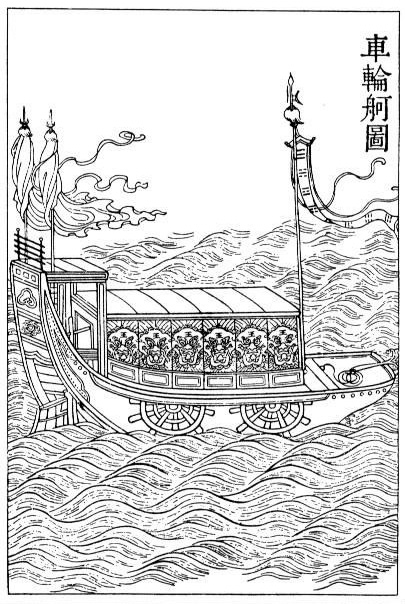
Navio de roda de pás, 1726

Durante a dinastia Song, também houve grande atenção dedicada à construção de embarcações automotrizes eficientes conhecidas como embarcações de roda de pás. Estas já eram conhecidas na China talvez desde o século V, e certamente na Dinastia Tang em 784 com o projeto bem-sucedido de navio de guerra de roda de pás de Li Gao. Em 1134, o Vice-Comissário de Transporte de Zhejiang, Wu Ge, mandou construir navios de guerra de roda de pás com um total de nove rodas e outros com treze rodas. No entanto, havia navios de roda de pás na dinastia Song tão grandes que possuíam 12 rodas em cada lado da embarcação. Em 1135, o famoso general Yue Fei (1103–1142) emboscou uma força de rebeldes sob Yang Yao, enredando seus barcos de roda de pás ao encher um lago com ervas flutuantes e troncos podres, permitindo que suas tropas abordassem os navios e obtivessem uma vitória estratégica. Em 1161, pólvora bombas e embarcações de roda de pás foram usadas de forma eficaz pelos chineses Song nas Batalha de Tangdao [en] e Batalha de Caishi ao longo do rio Yangtze contra a dinastia Jin durante as Guerras Jin–Song. A invasão Jurchen, liderada por Wanyan Liang (o Príncipe de Hailing) [en], não conseguiu conquistar o Song do Sul.
Em 1183, o comandante naval de Nanjing, Chen Tang, foi recompensado por construir noventa embarcações de roda de pás e outros navios de guerra. Em 1176, Imperador Xiaozong de Song [en] (r. 1162–1189) emitiu uma ordem imperial ao oficial de Nanjing, Guo Gang (que desejava converter embarcações de roda de pás danificadas em navios juncos e galés), para não limitar o número de embarcações de roda de pás nos estaleiros da marinha, pois ele tinha grande estima pelas embarcações de assalto rápido que garantiram a vitória chinesa em Caishi. No entanto, as embarcações de roda de pás encontraram outros usos além de assaltos eficazes em guerras. O Comissário de Transporte Marítimo de Quanzhou, o muçulmano Pu Shougeng [en] (que serviu de 1250 a 1275), observou que os navios de roda de pás também eram usados pelos chineses como rebocadores.

## Metalurgia

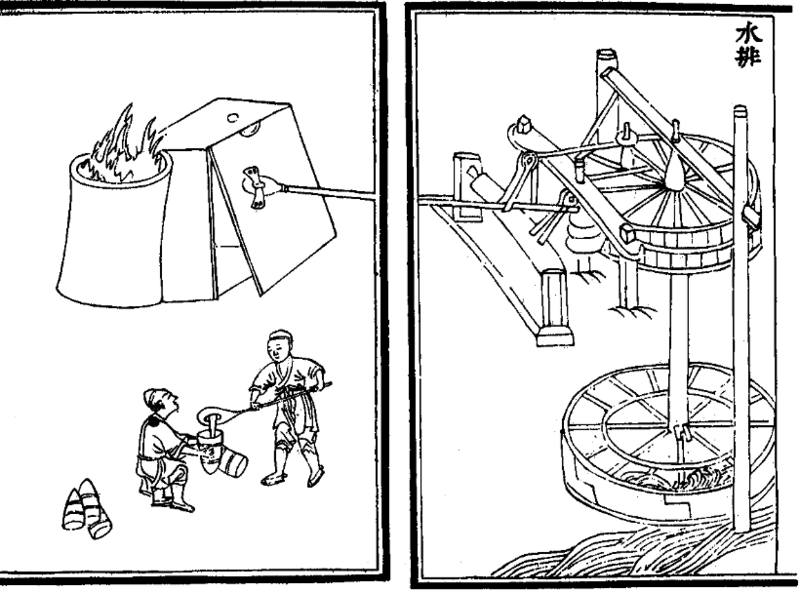
Uma ilustração de foles de alto-forno operados por rodas d'água, do Nong Shu, por Wang Zhen, 1313, durante a Dinastia Yuan.

A arte da metalurgia durante a dinastia Song baseou-se nos esforços de dinastias chinesas anteriores, enquanto novos métodos foram incorporados. Os chineses da antiga Dinastia Han (202 a.C.–220 d.C.) descobriram como criar aço fundindo o intermediário de carbono de ferro forjado e ferro fundido no século I a.C. No entanto, houve duas novas inovações chinesas na dinastia Song para criar aço durante o século XI. Este foi o método "berganesque", que produzia aço inferior e não homogêneo, enquanto o outro foi um precursor do moderno processo Bessemer que utilizava descarbonização parcial por meio de forjamento repetido sob um jato frio.
A produção de ferro per capita aumentou seis vezes entre 806 e 1078, e em 1078 a China Song produzia 127.000.000 kg (125.000 long tons; 127.000 t) em peso de ferro por ano. O historiador Donald B. Wagner aponta que essa estimativa foi baseada no número total de recibos de impostos do governo sobre ferro das várias prefeituras produtoras de ferro no império. No processo de fundição usando enormes foles movidos por hidráulica (ou seja, grandes rodas d'água), quantidades massivas de carvão vegetal eram usadas no processo de produção, levando a uma ampla gama de desmatamento no norte da China. No entanto, no final do século XI, os chineses descobriram que o uso de coque betuminoso poderia substituir o papel do carvão vegetal, poupando assim muitas áreas de terra florestada e madeira de primeira qualidade no norte da China com essa mudança de recursos para o carvão. Esse aumento massivo na produção da indústria de ferro e aço na China foi resultado das necessidades de expansão militar da dinastia Song, demandas comerciais privadas por produtos de metal, como utensílios de cozinha encontrados no mercado e uma ampla variedade de ferramentas agrícolas, e por novos canais ligando os principais centros de produção de ferro e aço ao movimentado mercado da capital. Os muitos usos para produtos de ferro fabricados no período Song incluíam ferro para armas, implementos, moedas, elementos arquitetônicos, sinos musicais, estátuas artísticas, e componentes para máquinas como o martinete movido a hidráulica, que era conhecido desde o século I a.C. durante a dinastia Han, e amplamente utilizado durante a dinastia Song.
Devido à enorme quantidade de produção, o historiador econômico Robert Hartwell observou que a produção de ferro e carvão na China do século XII era igual ou até maior que a produção de ferro e carvão da Inglaterra na fase inicial da Revolução Industrial no final do século XVIII. No entanto, os chineses do período Song não aproveitaram o potencial energético do carvão de maneiras que gerassem energia mecanicamente, como na posterior Revolução Industrial que se originaria no Ocidente. Havia certas prefeituras administrativas durante a era Song onde a indústria de ferro chinesa estava mais concentrada. Por exemplo, o poeta e estadista Su Shi escreveu um memorial ao trono [en] em 1078 que especificava 36 fundições de ferro, cada uma empregando uma força de trabalho de várias centenas de pessoas, na Prefeitura Industrial de Liguo (sob sua governança enquanto administrava Xuzhou).

## Energia eólica
O efeito da energia eólica foi apreciado na China muito antes da introdução do moinho de vento durante o período Song. Não é certo quando os chineses usaram seus primeiros foles infláveis como máquinas de sopro de vento para fornos e fornalhas. Eles existiam talvez desde a Dinastia Shang (1600–1050 a.C.), devido à intrincada tecnologia de fundição de bronze do período. Eles certamente foram usados desde o advento do alto-forno na China a partir do século VI a.C., já que ferramentas e armas de ferro fundido estavam amplamente difundidas no século V a.C. Em 31, o prefeito e engenheiro da dinastia Han, Du Shi [en] (m. 38), empregou o uso de rodas d'água horizontais e um sistema complexo de engrenagens mecânicas para operar os grandes foles que aqueciam o alto-forno na fundição de ferro fundido. Os foles continuaram em uso para fins de metalurgia, mas outras fontes de energia eólica foram descobertas e aproveitadas. O artesão da dinastia Han Ding Huan (fl. 180) não apenas foi pioneiro na invenção da suspensão cardana, mas também do ventilador rotativo, que poderia ser usado como um simples ar-condicionado. Este empregava sete rodas, cada uma com cerca de 3 m (10 pés) de diâmetro e movidas manualmente, mas na dinastia Tang (618–907) os palácios apresentavam ventiladores rotativos movidos a água para ar-condicionado, e na dinastia Song, afirma Needham, "os efeitos refrigerantes do fluxo artificial de ar parecem ter sido cada vez mais amplamente apreciados." Havia também uma intrincada máquina chinesa de separação por ventilação retratada no tratado agrícola Nong Shu de Wang Zhen de 1313 (embora a mais antiga representação de uma máquina de separação por ventilação fosse de um modelo de túmulo da dinastia Han datado do século II a.C. ao século II d.C.). Após essas inovações, o moinho de vento foi finalmente introduzido na China no início do século XIII por meio da dinastia Jin no norte da China, durante a dinastia Song tardia.
O estudioso persa Ali ibn Sahl Rabban al-Tabari [en] escreveu por volta de 850 que o anterior Califa Umar ibn al-Khattab foi assassinado em 644 pelo técnico Abu Lu'lu'a, que afirmava construir moinhos movidos pela força do vento. Mais confiável que esse relato foram os moinhos de vento dos irmãos Banu Musa (850 a 870), enquanto há vários autores confirmando os moinhos de vento de Sistão (Irã), escritos por Abu Ishaq al-Istakhri e Abu al-Qasim ibn Hauqal. Os chineses do norte sob o domínio da dinastia Jin Jurchen tomaram conhecimento dos moinhos de vento do mundo islâmico no início do século XIII. Isso é visto em um relato do Shu Zhai Lao Xue Cong Tan (Conversa Coletada do Velho Erudito do Estúdio Shu), escrito por Sheng Ruozi. Ele dizia:
Na coleção das obras privadas do 'Estudioso Aposentado Plácido' (Zhan Ran Ju Shi), há dez poemas sobre Hechong Fu. Um deles descreve a paisagem daquele lugar […] e diz que 'o trigo armazenado é moído pelo vento impetuoso e o arroz é socado fresco por pilões suspensos. Os ocidentais (ou seja, turcos) lá usam moinhos de vento (feng mo) assim como as pessoas do sul (ou seja, o Song do Sul) usam moinhos de água (shui mo). E quando socam, têm os pilões suspensos verticalmente'.
Aqui, Sheng Ruozi cita uma seleção escrita sobre moinhos de vento do 'Estudioso Aposentado Plácido', que na verdade é Yelü Chucai (1190–1244), um estadista proeminente da dinastia Jin e Yuan (após a queda da Jin em 1234 para os mongóis). A passagem refere-se à viagem de Yelü a Turquestão (atual Xinjiang) em 1219, e Hechong Fu é na verdade Samarcanda (no atual Uzbequistão). Depois, os chineses aplicaram as velas de proa e popa dos típicos navios juncos chineses aos moinhos de vento horizontais. Esses moinhos de vento eram usados para operar as bomba de corrente de palhetas quadradas usadas na irrigação chinesa desde a antiga Dinastia Han. Moinhos de vento dessa natureza ainda estavam em uso em tempos modernos em Tianjin e ao longo do rio Yangtze. O primeiro europeu a ver moinhos de vento chineses foi Jan Nieuhoff, que os avistou em Jiangsu enquanto viajava ao longo do Grande Canal em 1656, como parte da embaixada holandesa para Pequim. Os primeiros moinhos de vento europeus escritos foram os de Dean Herbert de East Anglia em 1191, que competiam com os moinhos da Abadia de Bury St Edmunds.
Após o moinho de vento, aplicações de energia eólica em outros dispositivos e até veículos foram encontradas na China. Havia o 'carruagem à vela' que apareceu pelo menos na Dinastia Ming no século XVI (embora pudesse ser conhecida anteriormente). Viajantes europeus para a China no final do século XVI ficaram surpresos ao encontrar carrinhos de mão de roda única para passageiros e carga, não apenas puxados por mula ou cavalo, mas também equipados com mastros e velas semelhantes a navios para ajudá-los a serem impulsionados pelo vento.

## Arqueologia
Durante a primeira metade da Dinastia Song (960–1279), o estudo da arqueologia desenvolveu-se a partir dos interesses antiquários da elite educada [en] e seu desejo de reviver o uso de vasos antigos em rituais e cerimônias estatais. Isso e a crença de que os vasos antigos eram produtos de 'sábios' e não de pessoas comuns foram criticados por Shen Kuo, que discutiu metalurgia, óptica, astronomia, geometria e medidas musicais antigas compasso além da arqueologia. Seu contemporâneo Ouyang Xiu (1007–1072) compilou um catálogo analítico de rubbings antigos em pedra e bronze. Em conformidade com as crenças do posterior Leopold von Ranke (1795–1886), alguns membros da gentry Song — como Zhao Mingcheng [en] (1081–1129) — valorizavam a evidência arqueológica acima dos registros históricos escritos posteriormente, considerando os registros escritos não confiáveis quando não correspondiam às descobertas arqueológicas. Hong Mai (1123–1202) usou vasos da era da dinastia Han para desmascarar o que ele considerava descrições falaciosas de vasos Han no catálogo arqueológico Bogutu compilado durante a segunda metade do reinado de Huizong (1100–1125).

## Geologia e climatologia
Shen Kuo também fez hipóteses em relação à geologia e climatologia em seus Ensaios do Estanque dos Sonhos de 1088. Shen acreditava que a terra era remodelada ao longo do tempo devido à erosão perpétua, elevação e deposição de sedimento, e citou sua observação de estratos horizontais de fósseis incrustados em um penhasco nas Montanhas Taihang [en] como evidência de que a área já foi a localização de uma antiga costa marítima que se deslocou centenas de milhas para o leste ao longo de um enorme período de tempo. Shen também escreveu que, como bambus petrificados foram encontrados no subsolo em uma zona climática seca do norte onde nunca se sabia que cresciam, os climas mudavam geograficamente ao longo do tempo.

## Forense
Conceitos iniciais em ciência forense foram pioneiros na China durante a dinastia Song. Quando havia uma suspeita de assassinato, os xerifes visitavam a cena para determinar se a morte foi causada naturalmente, por acidente ou por crime. Se a última determinação fosse feita, um oficial da prefeitura investigava, elaborava um inquérito que incluía esboços de possíveis lesões no corpo do falecido, e o fazia assinar por testemunhas para apresentação em um tribunal de justiça. Detalhes desses esforços estão preservados em relatos escritos, como o Coletânea de Casos de Injustiça Retificados pelo juiz e médico Song Ci [en] (1186–1249), cujo trabalho documenta vários tipos de morte (estrangulamento, afogamento, envenenamento, golpes, etc.) e como exames físicos em autópsias podem distinguir entre assassinato, suicídio ou acidente. Song forneceu informações sobre primeiros socorros para vítimas próximas da morte, incluindo o uso de respiração artificial para aqueles que se afogavam. Em um caso inicial de entomologia forense, um aldeão foi morto a golpes com uma foice, então o magistrado local reuniu os aldeões em uma praça da cidade para colocarem suas foices no chão para observar qual delas atrairia moscas-varejeiras para os restos invisíveis do sangue da vítima; quando ficou aparente qual foice foi usada como arma do crime, o assassino confesso foi preso.